# Cancini
Cancini is een plaats in de gemeente Poreč in de Kroatische provincie Istrië. De plaats telt 83 inwoners (2001).